# Oeste (província de Ruanda)
A Província do Oeste é uma das 5 província (intara) de Ruanda. A sua capital é a cidade de Kibuye. 

## Distritos
A província está dividida em por 7 distriro (akarere):
|  | 1. Karongi 2. Ngororero 3. Nyabihu 4. Nyamasheke 5. Rubavu 6. Rusizi 7. Rutsiro |